# Cantherhines sandwichiensis
Cantherhines sandwichiensis là một loài cá biển thuộc chi Cantherhines trong họ Cá bò giấy. Loài cá này được mô tả lần đầu tiên vào năm 1824.

## Từ nguyên
Từ định danh sandwichiensis được đặt theo tên gọi của quần đảo Hawaii, trước đây còn gọi là quần đảo Sandwich, là nơi mà mẫu định danh của loài cá này được thu thập (–ensis: hậu tố trong tiếng Latinh biểu thị nơi chốn).

## Phân bố và môi trường sống
C. sandwichiensis có phân bố ở Trung Thái Bình Dương, bao gồm quần đảo Hawaii và đảo Johnston, cũng như quần đảo Cook, đảo Rapa Iti và quần đảo Pitcairn.
C. sandwichiensis sống trên các rạn san hô và bãi đá, độ sâu đến khoảng 73 m.

## Mô tả
Chiều dài cơ thể lớn nhất được ghi nhận ở C. sandwichiensis là 19,3 cm.

## Sinh thái
C. sandwichiensis chủ yếu ăn tảo và mùn bã hữu cơ, nhưng cũng có thể ăn cả động vật sống đuôi, san hô, hải miên và các sinh vật đáy khác.

## Thương mại
C. sandwichiensis là loài cá cảnh được bán thương mại.